# طاووسک آفریقایی

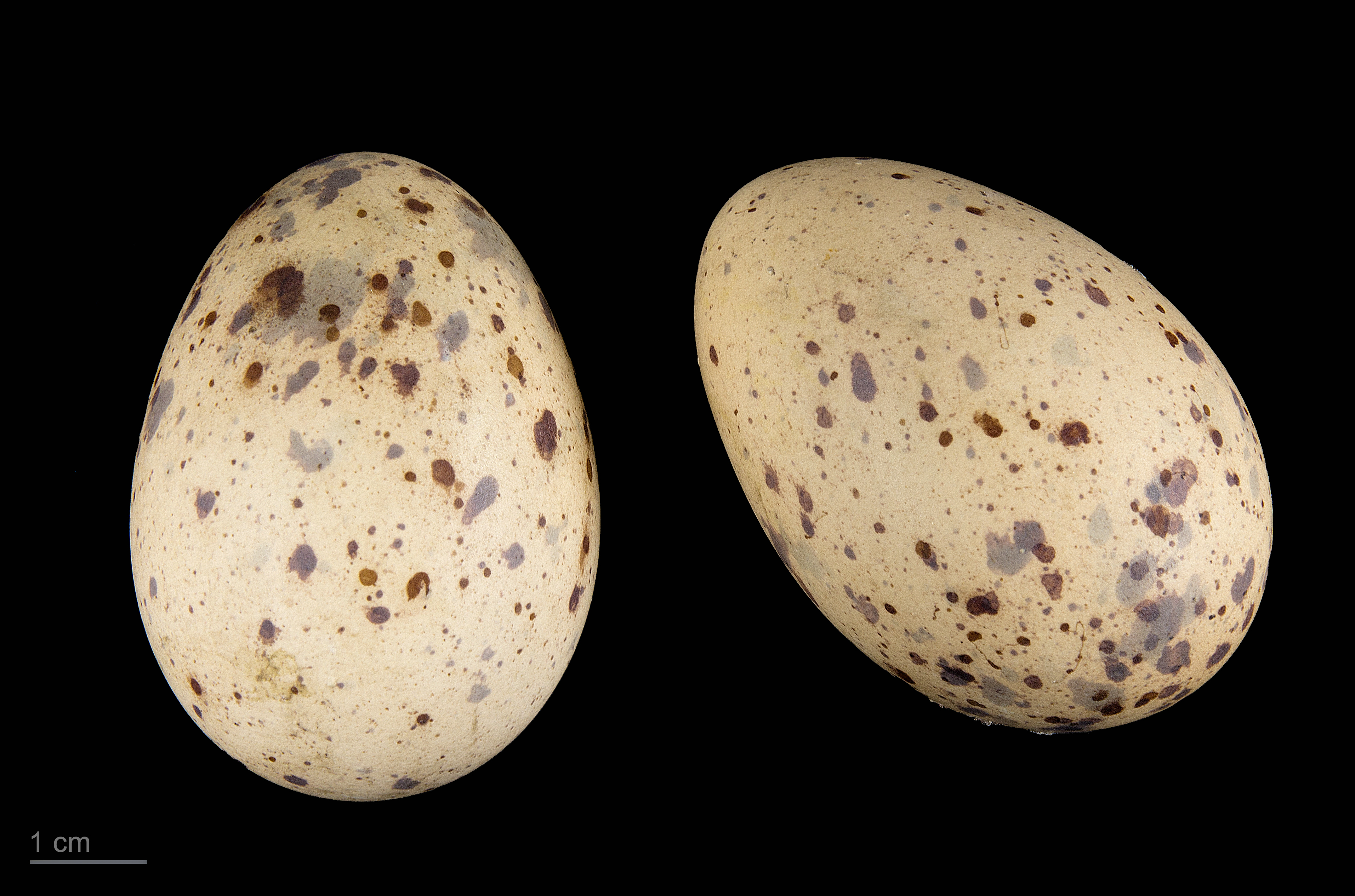
Porphyrio madagascariensis

طاووسک آفریقایی (نام علمی: Porphyrio madagascariensis) نام یک گونه از سرده طاووسک‌ها است.